# Astragalus ischredensis
Astragalus ischredensis är en ärtväxtart som beskrevs av Aleksandr Andrejevitj Bunge. Astragalus ischredensis ingår i släktet vedlar, och familjen ärtväxter. Inga underarter finns listade i Catalogue of Life.